# Stefan August Lütgenau
Stefan August Lütgenau (* 4. Mai 1964 in Wilhelmshaven) ist ein deutscher Historiker.

## Leben
Stefan August Lütgenau belegte ein Studium der Geschichte und der Slawistik in Marburg und der Geschichte und Politikwissenschaft an der Universität Wien und wurde Mag. phil. an der Universität Wien 2006.
Von 1988 bis 2005 war er wissenschaftlicher Mitarbeiter der Stiftung Bruno Kreisky Archiv. Seit 2005 ist er selbstständiger Historiker mit Wohnsitz in Österreich.
Arbeitsschwerpunkte sind österreichische und internationale Zeit- und Gegenwartsgeschichte mit den Schwerpunkten NS-Geschichte, Holocaust Era Assets und Restitutionsgeschichte sowie Diplomatiegeschichte.
Seit 1989 ist Stefan August Lütgenau ehrenamtlicher Programmkoordinator der Bruno Kreisky Stiftung für Verdienste um die Menschenrechte. Er ist aktiv in den Bereichen nationaler und internationaler Menschenrechtsschutz, Menschenrechtserziehung und Menschenrechtslobbying, nationaler und internationaler Menschenrechtsnetzwerken. Seit 2002 ist er Einberufer der Working Group on Palestine, Israel & Palestinians des Euromediterranean Human Rights Network mit Feldeinsätzen im Mittleren Osten, in der Sahara und in Lateinamerika.
Von 2002 bis 2004 hatte er die Projektleitung bzw. wissenschaftliche Beratung im Rahmen der österreichischen Entwicklungszusammenarbeit in Kooperation mit dem Vienna Institute for International Dialogue and Cooperation (VIDC) und der GEZA GmbH, als Nachfolgerin des Nord Süd Instituts, Wien.
Seit 2009 ist er Gründungsdirektor der Foster Europe Foundation Eisenstadt, seit 2011 Vorsitzender des von ihm mitgegründeten Danube Civil Society Forums und seit 2018 Kuratoriumsmitglied des Zentrums für Verwaltungsforschung, KDZ.

## Publikationen
- In der ISS (Foster Europe International Studies Series) sind bisher drei Bände erschienen:
  - Regionalization and Minority Policies in Central Europe: Case Studies from Poland, Slovakia, Hungary and Romania. Foster Europe, ISS Vol. 1. Innsbruck 2012, ISBN 978-3-7065-5097-0.
  - Fiscal Federalism and Fiscal Decentralisation in Europe. Comparative Case Studies on Spain, Austria, the United Kingdom and Italy. Foster Europe, ISS Vol. 2. Innsbruck 2014, ISBN 978-3-7065-5240-0.
  - Subnational Parliaments and EU Integration: Taking Stock of the Lisbon Treaty. Foster Europe, ISS Vol. 3. Innsbruck 2015, ISBN 978-3-7065-5396-4.
  - Qualified Autonomy and Federalism versus Secession in EU Member States. Foster Europe, ISS Vol. 4. Innsbruck 2021, ISBN 978-3-7065-5397-1.
- mit Sarah-Marie Thiel (Hrsg.): „Ich lass mich von den Geschicken tragen“. Briefe und Fragmente einer jüdischen Familie aus Wien 1939–1941, Studienverlag, Innsbruck/Wien/Bozen 20151, ISBN 978-3-7065-5028-4.
- Perspektiven des Finanzföderalismus in Österreich. Foster Europe Working Papers, Vol. 2. Studienverlag, Innsbruck/Wien/Bozen 2014, ISBN 978-3-7065-5241-7 (Herausgeber).
- Die Zukunft des österreichischen Bundesstaates in Europa – Perspektiven und Positionen. Foster Europe Working Papers, Vol. 1. Studienverlag, Innsbruck/Wien/Bozen 2012, ISBN 978-3-7065-5096-3 (Herausgeber).
- Esterházy Pál (1901–1989). Az utolsó herceg sorsa a szélsőségek évszázadában. Balassi Kiadó, Budapest 2008 (Herausgeber).
- Human Rights and a Middle East Peace Process. Analyses and Case Studies from a New Perspective. Transaction Publishers, Rutgers, Piscataway, NJ, USA & StudienVerlag, Innsbruck/Wien/Bozen 2007, ISBN 978-3-7065-4479-5 (Herausgeber).
- Paul Esterházy 1901–1989. Ein Leben im Zeitalter der Extreme. Studienverlag, Innsbruck/Wien/Bozen 2005. (Herausgeber) ISBN 978-3-7065-4127-5.
- Zwischen Staat und Wirtschaft: Das Dorotheum im Nationalsozialismus. Eine Firmengeschichte. Oldenbourg Verlag, Wien/München 2005, ISBN 978-3-205-78054-0 (Ko-Autor).[2]
- Mit anderen Augen gesehen. Internationale Perzeptionen Österreichs 1955–1990.  Österreichische Nationalgeschichte, Bd. 2., herausgegeben von Oliver Rathkolb, Otto M. Maschke und Stefan August Lütgenau, Böhlau Verlag, Wien/Graz/Köln 2002, ISBN 978-3-205-99105-2 (Mitherausgeber).
- Zwangsarbeit in der Österreichischen Bauindustrie. Die Teerag-Asdag AG 1938–1945. Studienverlag, Innsbruck/Wien/Bozen 2001, ISBN 978-3-7065-1607-5 (Ko-Autor).